# Старкіожд
Старкіожд (рум. Starchiojd) — село у повіті Прахова в Румунії. Адміністративний центр комуни Старкіожд.
Село розташоване на відстані 98 км на північ від Бухареста, 44 км на північ від Плоєшті, 144 км на захід від Галаца, 58 км на південний схід від Брашова.

## Населення
За даними перепису населення 2002 року у селі проживали 3439 осіб.
Національний склад населення села:
| Національність | Кількість осіб | Відсоток |
| -------------- | -------------- | -------- |
| румуни         | 3400           | 98,9%    |
| цигани         | 38             | 1,1%     |

Рідною мовою назвали:
| Мова      | Кількість осіб | Відсоток |
| --------- | -------------- | -------- |
| румунська | 3434           | 99,9%    |
| циганська | 5              | 0,1%     |